# Phú Hữu, Nhơn Trạch
Phú Hữu là một xã thuộc huyện Nhơn Trạch, tỉnh Đồng Nai, Việt Nam.

## Địa lý
Xã Phú Hữu có vị trí địa lý:
- Phía đông bắc giáp xã Đại Phước
- Phía đông nam giáp xã Phú Đông
- Phía tây nam giáp thị trấn Nhà Bè, huyện Nhà Bè, Thành phố Hồ Chí Minh qua sông Nhà Bè.

Xã Phú Hữu có diện tích 21,55 km², dân số năm 2015 là 15.379 người, mật độ dân số đạt 714 người/km².

## Hành chính
Xã Phú Hữu được chia thành 4 ấp: Câu Kê, Cát Lái, Phước Lương, Rạch Bảy.